# Márta Sebestyén
Márta Sebestyén (Hongaars: [ˈmaːrtɒ ˈʃɛbɛʃceːn]) (Boedapest, 19 augustus 1957) is een Hongaars zangeres. Ze staat bekend als een van de meest authentieke vertolkers van traditionele Hongaarse volksmuziek.

## Levensloop
Sebestyén werd geboren in Boedapest. Haar moeder was componiste en muziekdocente en studeerde bij Zoltán Kodály. Haar vader was econoom en wiskundige. Als kind won ze elk jaar de zangcompetitie op haar school.
Toen Sebestyén zeven jaar oud was bracht haar vader, die terugkeerde van een reis naar de VS als gasthoogleraar, een collectie etnische muziekopnamen mee naar huis van de Smithsonian Institution.
Sebestyén volgde haar opleiding aan het Miklós Radnóti gymnasium in Boedapest.

## Carrière
Sebestyén is een van de oprichters van de Hongaarse folkgroep Muzsikás. Ze staat bekend om bewerkingen van Hongaarse en Transsylvaanse volksliederen uit de regio's Somogy en Erdély. Sebestyén reisde met Muzsikás hiervoor het platteland af om oude overgeleverde volksmuziek op te sporen.
Sebestyén heeft ook (onder andere) Hindi, Jiddische, Servische, Bulgaarse en Slowaakse volksliederen aangepast naar traditionele Hongaarse stijl. Ze werkte mee aan het album Kaddish van Towering Inferno (Richard Wolfson en Andy Saunders, 1993) en werkte samen met Peter Gabriel. Ze zong ook Rivers op het compilatie-album Big Blue Ball dat in 2008 werd uitgebracht.

## Muziek in films
Het nummer "Szerelem, szerelem" van Sebestyén en Muzsikás werd gebruikt in de film The English Patient (1996). Deze film won een Oscar voor beste filmmuziek. 
Drie nummers van Sebestyén en Muzsikás werden gebruikt in de Japanse animefilm Only Yesterday (1991) van Studio Ghibli: "Teremtés", "Hajnali nóta" en "Fuvom az énekem". 
Een deel van Sebestyéns nummer "Mária altatója" werd gebruikt in de film Music Box.

## Prijzen en onderscheidingen
- Grammy Award voor Best World Music Album (Boheme met Deep Forest in 1995)[5]
- Womex Award (met Muzsikás) (2008)
- UNESCO Artist for Peace (2010)

## Discografie (selectie)
- Muzsikás (1987)
- The Prisoner's song (1988)
- Máramaros: The Lost Jewish Music of Transylvania (1993)
- Kismet (1995)
- Morning Star (1997)
- The Bartók Album (1999)
- Dudoltam (2000)
- Angyalok és pásztorok (2006)
- Magyar népköltészet (2008)
- I Can See the Gates of Heaven ... Hungarian Religious And Secular Songs (2009)
- Fly Bird, Fly: The Very Best of Muzsikas (2011)